# Cratere Saunder
Saunder è un cratere lunare di 44,38 km situato nella parte sud-orientale della faccia visibile della Luna.